# Wilhelm Michel (Politiker)
Wilhelm Michel, genannt Willy Michel (geboren 1901; gestorben Juni 1988) war ein deutscher Bäcker, Kommunalpolitiker in Hannover, Wehrwirtschaftsführer für Niedersachsen sowie Liebessubjekt der Schauspielerin Marlene Dietrich. Die Anfang des 21. Jahrhunderts aufgefundenen Liebesbriefe der Dietrich an Wilhelm Michel gelten als „die frühesten bislang bekannten Dokumente des Weltstars.“

## Leben
Wilhelm Michel war Sohn eines Bäckermeisters mit eigener Bäckerei in Hannover und durchlief ebenfalls eine Ausbildung zum Bäcker. Er war etwa 19 Jahre alt, als er ab Sommer 1920 zwecks beruflicher Fortbildung in Weimar war, wo sich die etwa gleichaltrigen Marlene Dietrich – damals Studentin an der Weimarer Musikhochschule – in den jungen Mann aus Hannover verliebte. Dem Hannoveraner, der zurück in seiner Heimatstadt im väterlichen Betrieb der Bäckerei Leonhard Michel in der Alte Celler Heerstraße 34 Kaisersemmeln und Mohnstriezeln buk, schrieb sie in den 1920er Jahren dann insgesamt 8 Liebesbriefe; stellte ihm im Oktober 1921 beispielsweise auf schwarz-goldfarbig umrahmten Briefpapier in Sütterlinschrift die Frage „Haben Sie schon schöne Frauen gefunden? Und gnädigere als mich?“ Über Berlin schrieb sie ihm: „H … grüßt; er fährt heut Nacht wieder mal ins Sündenbabel. Ich wünschte, ich könnte mit!“ Schriftlich teilte sie nach Hannover mit: „Ich komme mir so leer vor, Michelein, ohne all die Liebe“, vertraute Michel aber auch an: „Eine Frau … behauptet mich zu lieben. Aus Neugierde hätte ich mich mal näher nach ihr umgeschaut.“
Bereits 1930 trat Michel in Hannover in die NSDAP ein. Am 28. Februar 1930 Jahren heiratete er seine Frau Margarete (Grete) Wittenberg (geboren um 1900; gestorben 2001). Nachdem er erst als Bürgervorsteher gewirkt hatte, übernahm er nach der Machtergreifung durch die Nationalsozialisten ab 1935 die Aufgaben eines Ratsherrn in Hannover. Ab demselben Jahr und bis 1945 amtierte er als Präsident der Handwerkskammer Hannover. Parallel zu diesem Amt übernahm er während des Zweiten Weltkrieges ab 1942 das Amt als „Wehrwirtschaftsführer für Niedersachsen“ wahr.
Sein Bäckereigeschäft führte Wilhelm Michel bis 1972 mit seinem Bruder Friedrich weiter.
Mehr als ein Jahrzehnt nach dem Tod des Bäckermeisters fanden die Erben der 2001 im Alter von 101 Jahren gestorbenen Witwe Grete in deren Nachlass acht Liebesbriefe der Dietrich an Willy Michel sowie ein Tagebuch auf einem Dachboden in der hannoverschen Oststadt. Im Tagebuch, in Stoff eingeschlagen mit dem Titel „Unvergessenes Weimar 1920-21“ gab sich die verliebte Dietrich demnach betrübt poetisch: „Durch dunkle bittre Stunden weiterleben und ein Luftschloss haben, an das man immer denkt, wenn das Trübe kommt, dann geht alles, selbst das dunkle Trübe.“ Noch im selben Jahr präsentierte der Auktionator Holger Grimm vom Auktionshaus Kastern die Dokumente, die zuvor durch einen Schriftvergleich als echt identifiziert worden waren, der Nachrichtenagentur Reuters. Der Versteigerungstermin in Hannover – bei einem Mindestgebot je Brief von 1000 DM – wurde auf den 31. März 2001 angesetzt.